# Calliotropis regalis
Calliotropis regalis är en snäckart som först beskrevs av Addison Emery Verrill och S. Smith 1880.  Calliotropis regalis ingår i släktet Calliotropis och familjen pärlemorsnäckor. Inga underarter finns listade i Catalogue of Life.